# Tetsuya Ito
Tetsuya Ito (Chiba, 1 oktober 1970) is een voormalig Japans voetballer.

## Carrière
Tetsuya Ito speelde tussen 1993 en 2007 voor NKK, Yokohama Marinos, Sanfrecce Hiroshima, FC Tokyo, Oita Trinita en FC Gifu.